# Egretta rufescens
Egretta rufescens là một loài chim trong họ Diệc.
Đây là một loài có phạm vi sinh sống và sinh sản cố định ở Trung Mỹ, Bahamas, Caribbean, Bờ biển vùng Vịnh của Hoa Kỳ và Mexico. Có sự di chuyển phân tán sau sinh sản ở phía bắc của phạm vi làm tổ. Trong quá khứ, loài chim này là nạn nhân của khai thác thương mại.
Theo Cục Công viên và Động vật hoang dã Texas, chỉ có 1.500 đến 2.000 cặp chim loài này làm tổ ở Hoa Kỳ - và hầu hết trong số này là ở Texas. Chúng được phân loại là "bị đe dọa" ở Texas và nhận được sự bảo vệ đặc biệt.

## Hình ảnh

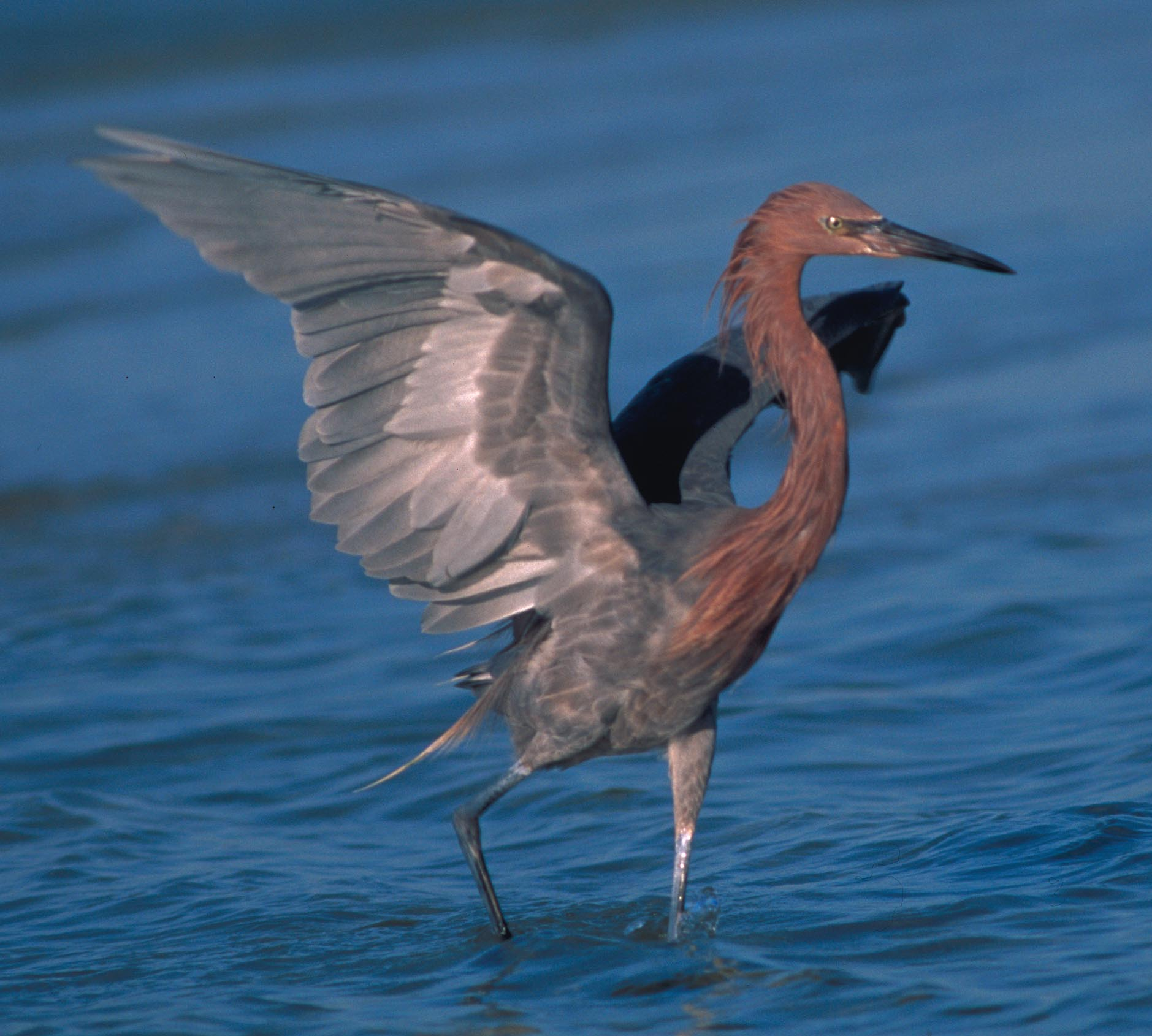
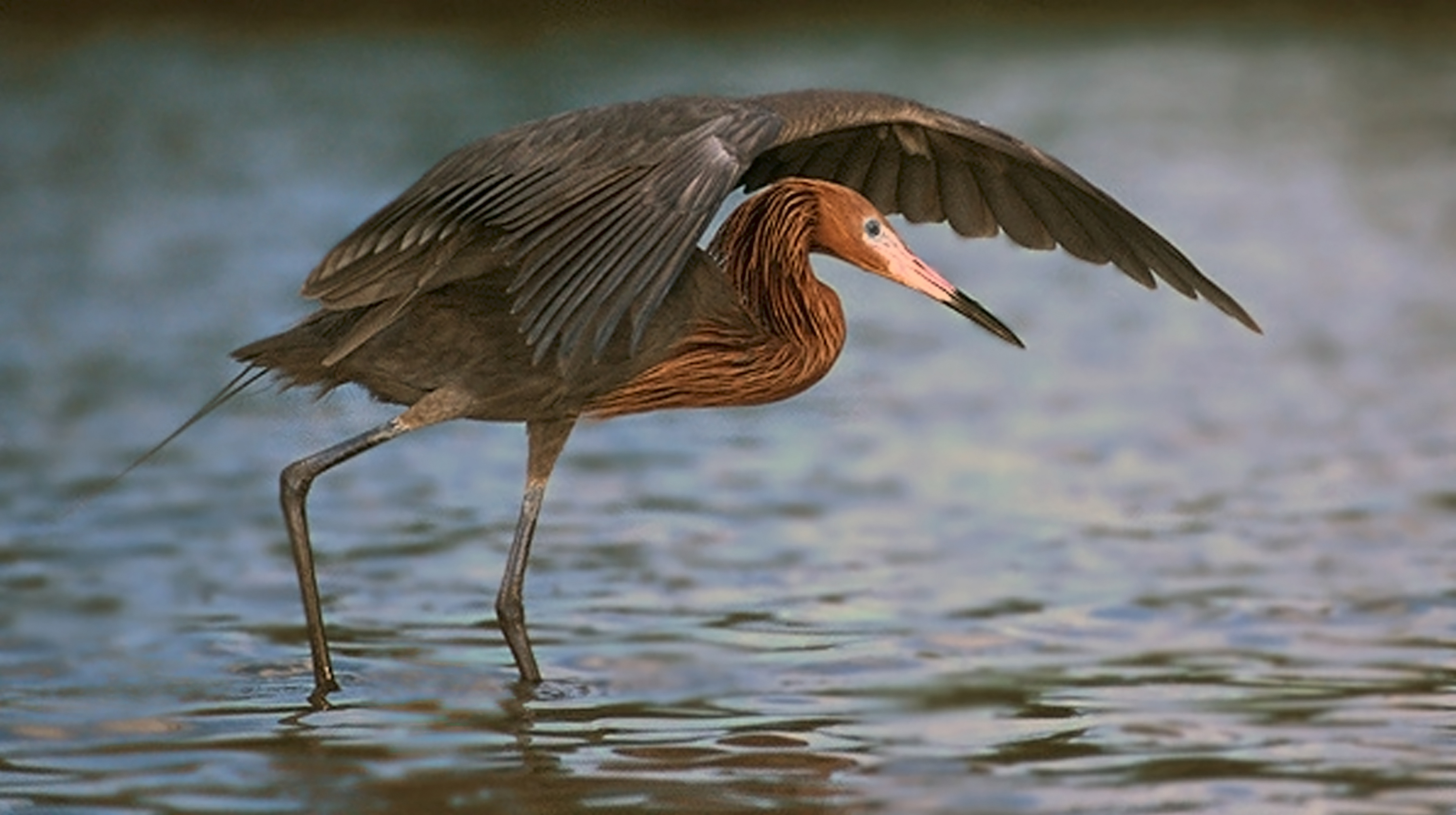
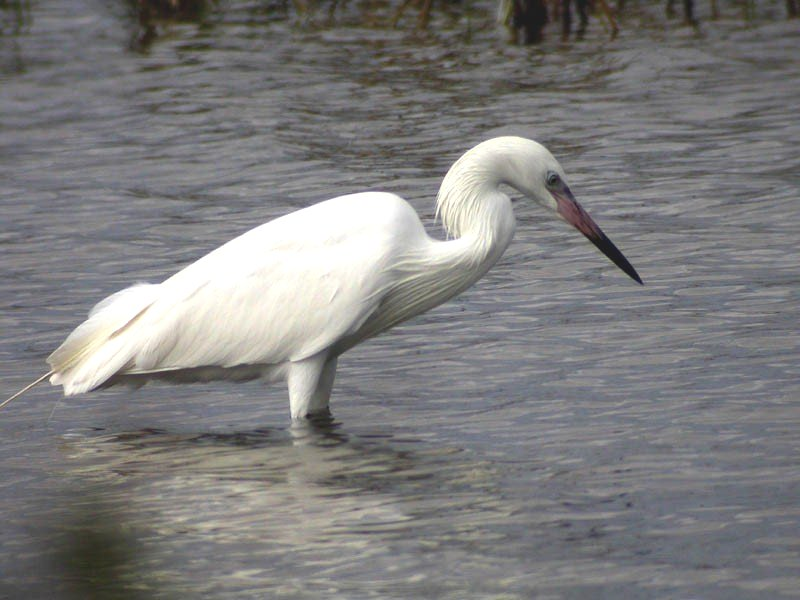